# Сохару
Сохару (рум. Soharu) — село у повіті Алба в Румунії. Адміністративно підпорядковане місту Абруд.
Село розташоване на відстані 315 км на північний захід від Бухареста, 48 км на північний захід від Алба-Юлії, 70 км на південний захід від Клуж-Напоки.

## Населення
За даними перепису населення 2002 року у селі проживали 190 осіб, усі — румуни. Усі жителі села рідною мовою назвали румунську.